# Titanato di bismuto
Il titanato di bismuto, o ossido di titanio di bismuto, è un composto inorganico del bismuto, titanio e ossigeno con la formula chimica Bi12TiO20, Bi4Ti3O12 o Bi2Ti2O7.

## Sintesi
La ceramica di titanato di bismuto può essere prodotta riscaldando una miscela di bismuto e ossidi di titanio. Bi12TiO20 si forma a 730–850 °C e si scioglie quando la temperatura supera gli 875 °C, decomponendosi nel fuso Bi4Ti3O12 e ossido di bismuto (Bi2O3). Cristalli singoli millimetrici di Bi12TiO20 possono essere coltivati mediante il processo Czochralski, dalla fase fusa a 880–900 °C.

## Proprietà e applicazioni
I titanati di bismuto mostrano un effetto elettro-ottico e un effetto fotorifrattivo, cioè un cambiamento reversibile dell'indice di rifrazione sotto un campo elettrico applicato o l'illuminazione. Di conseguenza, hanno potenziali applicazioni nei supporti di registrazione reversibili per l'olografia in tempo reale o le applicazioni di elaborazione delle immagini.

## Struttura cristallina
Il Bi12TiO20 possiede una struttura cubica a facce centrate; ha simbolo di Pearson cI66 e gruppo spaziale I23 (gruppo n°197).
Il Bi4Ti3O12 ha invece una struttura ortorombica con simbolo di Pearson oS76 e gruppo spaziale Aba2 (gruppo n°41).